# すぎやま現象
すぎやま 現象（すぎやま げんしょう、1974年3月12日 - ）は、日本のイラストレーター。旧名は、すぎやまGENSHO。

## 人物
1992年にセツ・モードセミナー入学、卒業後はスタジオぴえろでアニメーションを学ぶ。
主にゲーム関連のイラストで知られているが、福岡ダイエーホークス球団マスコットのキャラクターデザイン参加や、川崎重工業のパンフレットイラスト等、一般向けのイラストも手がけている。
現在は服飾デザイナーをメインに活動している。Nintendo Switch版「アイドル麻雀 ファイナルロマンス2」ではメインビジュアルを新規に描き下ろした。

## 作品

### ゲーム
- 対戦アイドル麻雀 ファイナルロマンス2（キャラクターデザイン）
- 対戦アイドル麻雀ファイナルロマンスR（キャラクターデザイン）
- フォトジェニック（キャラクターデザイン・ビジュアル監修）
- ファンシア（企画原案・デザイン・ビジュアル監修）
- プリンセスクエスト（キャラクター原案・ビジュアル監修）
- ボイスパラダイス（キャラクターデザイン・イラスト）

### イラスト
- アクエリアンエイジ
- Lycee
- V.I.P.[4][5]
- アンソロジーBooK　表紙多数
- CDジャケットイラスト
- 悠久の車輪

### PCゲーム
- メイド イン ドリーム（企画原案・キャラクターデザイン・監修）
- 雨 ～The Rain～（キャラクターデザイン）
- きると（原画）
- こいらぼ（原画）
- 電脳妖精エルファン（メインキャラデザイン）

### その他
- ちょこなると(うるるとの共同作品)
- Master of Witches ～激闘!! 魔法学園～（電撃姫の読者参加企画）
- きゅあっとカフェ（ケータイサイト萌きゅあっと）
  - メイドが×衣 萌えろじっく（『きゅあっとカフェ』を主体とする携帯アプリゲーム）
  - アイドル・ジェネレーション 第2次・萌えっ子大戦争!!（『きゅあっとカフェ』キャラクターが登場する携帯アプリゲーム）
  - ハーレム×デュエル（『きゅあっとカフェ』キャラクターが登場する携帯向けオンラインゲーム）

### 書籍
- すぎやま現象画集 ザ コンプリートワークス オブ メイド イン ドリーム（メディアワークス）
- マンガアーティスト・ファイル2 すぎやま現象 イラスト作品集（グラフィック社）
- フォトジェニック コンプリートワークス（監修：Studio Click・高橋書店）
- フォトジェニック 公式攻略ガイド（編：電撃PlayStation編集部、電撃SEGA SATURN編集部・メディアワークス）
- プリンセスクエスト 公式攻略ガイド（電撃ＳＳ特別編集・メディアワークス）
- プリンセスクエスト 完全攻略ガイド 〜すべての姫を射止めるために〜（著:上崎よーいち、池原圭、東尾丞清・アクセラ）
- にゃお!Fancia graphics（ケイエスエス）